# 大堀村
大堀村（おおぼりむら）は、昭和31年（1956年）まで福島県双葉郡に存在していた村。現在の双葉郡浪江町中南部にあたる。

## 地理
- 山：手倉山 (631m)、十万山 (448.4m)、戸神山 (430m)

## 沿革
- 明治22年（1889年）4月1日 - 町村制施行にともない、大堀村・井手村・小野田村・小丸村・酒井村・末森村・田尻村・谷津田村の計8か村が合併して新制の標葉郡大堀村が発足。
- 明治29年（1896年）4月1日 - 標葉郡と楢葉郡が合併して双葉郡が発足。双葉郡大堀村となる。
- 昭和16年（1941年）2月 - 浪江町との間で境界変更を行う[1]。
- 昭和31年（1956年）5月1日 - 浪江町・苅野村・津島村と合併し、新制の浪江町となる。

## 行政
- 歴代村長

| 代 | 氏名       | 就任                      | 退任                       | 備考 |
| -- | ---------- | ------------------------- | -------------------------- | ---- |
| 1  | 星智矩     | 明治22年（1889年）7月6日  | 明治30年（1897年）8月15日  |      |
| 2  | 山田秀利   | 明治30年（1897年）10月1日 | 明治38年（1905年）9月30日  |      |
| 3  | 星智矩     | 明治39年（1906年）3月6日  | 明治44年（1911年）10月17日 | 再任 |
| 4  | 常盤雄之助 | 明治44年（1911年）11月4日 | 大正9年（1920年）9月18日   |      |
| 5  | 山田則三   | 大正9年（1920年）12月11日 | 昭和3年（1928年）12月10日  |      |
| 6  | 宮内政雄   | 昭和3年（1928年）12月11日 | 昭和7年（1932年）6月1日    |      |
| 7  | 荒木泰助   | 昭和7年（1932年）6月16日  | 昭和15年（1940年）6月15日  |      |
| 8  | 松崎輝至   | 昭和15年（1940年）6月16日 | 昭和19年（1944年）6月11日  |      |
| 9  | 星卓爾     | 昭和19年（1944年）6月29日 | 昭和21年（1946年）12月6日  |      |
| 10 | 森茂       | 昭和22年（1947年）4月15日 | 昭和26年（1951年）4月3日   |      |
| 11 | 山田廣秀   | 昭和26年（1951年）4月23日 | 昭和30年（1955年）4月29日  |      |
| 12 | 金澤芳美   | 昭和30年（1955年）4月30日 | 昭和31年（1956年）4月30日  |      |

## 教育
- 大堀村立大堀小学校
- 大堀村立大堀中学校
  - 大堀村立大堀中学校三程分校